# Ancylotrypa pusilla
Ancylotrypa pusilla är en spindelart som beskrevs av William Frederick Purcell 1903. Ancylotrypa pusilla ingår i släktet Ancylotrypa och familjen Cyrtaucheniidae. Inga underarter finns listade i Catalogue of Life.